# 도미야마촌 (지바현)
도미야마촌(富山村)은 지바현 이치하라군에 존재하다가 쇼와시대 대합병으로 폐촌된 촌이다. 현재의 이치하라시 남부에 해당한다.

## 역사
- 1889년 4월 1일 - 정촌제 시행에 수반해 이치하라군 도미야마촌이 성립하였다.
- 1954년 1월 15일 - 시라토리촌, 사토미촌, 다카타키촌과 합병해 가모촌이 되어 소멸하였다.
- 1967년 10월 1일 - 가모촌과 난소정이 이치하라시에 편입해, 가모촌은 소멸하였다.

## 교통

### 철도
1916년에 편찬된 '지바현 이치하라군지'에 따르면, 과거에는 '교통이 매우 불편했지만, 1896년 이후 촌장의 조정과 청원 등의 노력으로 도로 정비(리도(里道)의 추요리도(枢要里道)에 편입 등)가 촉진되어 1916년 시점에는 현도 1선・주오 리도3선(枢要里道3선)이 통하게 되었다고 한다.
2023년 9월 현재, 도야마 촌의 옛 마을 지역을 통과하는 지바현 도로는 다음과 같다. 
- 지바현도 제171호선
- 지바현도 제173호선

## 참고문헌
- 小沢治郎左衛門『上総国町村誌 第一編』1889年。NDLJP:763698。
- 千葉県市原郡教育会『千葉県市原郡誌』千葉県市原郡、1916年。NDLJP:951002。
- 『明治22年千葉県町村分合資料 七 市原郡町村分合取調』1889年。